# 理查茲貝
理查茲貝或理查茲灣是南非的城鎮，位於該國東北部，由夸祖魯-納塔爾省負責管轄，面積97.41平方公里，處於海拔水平面，2001年人口44,852，人口密度每平方公里460人。